# Platanthera flava
Platanthera flava là một loài thực vật có hoa trong họ Lan. Loài này được (L.) Lindl. miêu tả khoa học đầu tiên năm 1835.